# Clovia bettotana
Clovia bettotana är en insektsart som beskrevs av Victor Lallemand 1932. Clovia bettotana ingår i släktet Clovia och familjen spottstritar. Inga underarter finns listade i Catalogue of Life.